# یوسف شوماکر
یوسف شوماکر (انگلیسی: Iosif Shomaker؛ ۳۱ مه ۱۸۵۹ – ۱۷ ژوئیهٔ ۱۹۳۱) قایقران قایق بادبانی اهل امپراتوری روسیه بود.